# Hochfrequenz
Hochfrequenz (HF, englisch RF für radio frequency) ist in der Nachrichtentechnik die Bezeichnung für Frequenzen über denen von hörbaren Schallwellen (die als Niederfrequenz bezeichnet werden). In der technischen Umgangssprache wird das Wort „Hochfrequenz“ auch als Kurzform für Hochfrequenzspannung oder -leistung benutzt.

## Verwendung in verschiedenen Bereichen
Eine hohe Frequenz bezieht sich immer auf das Verhältnis zu einer in diesem Bereich realen und gedachten niederen Frequenz. Deshalb wird der Begriff Hochfrequenz in deutschen Sprachraum von Bereich zu Bereich sehr unterschiedlich verwendet:
- In der Akustik wird dieser Frequenzbereich als Ultraschall bezeichnet.

- In der Medizintechnik werden schon Frequenzen oberhalb 1 kHz als HF bezeichnet.

- In der Elektrotechnik wird der Frequenzbereich von 9 kHz (niedrigste zugewiesene Frequenz für die drahtlose Kommunikation) bis zum langwelligen Licht (THz-Bereich) als Hochfrequenz bezeichnet. Auch die EMV-Normung beginnt bei 9 kHz. Alle Anlagen zur drahtlosen elektromagnetischen Nachrichtenübermittlung arbeiten im Hochfrequenzbereich, abgesehen von einigen Ausnahmen wie Sanguine und ZEVS.

Die Einordnung der Hochfrequenz und hochfrequenztechnischer Systeme hängt davon ab, ob besondere physikalische Eigenschaften gegenüber Niederfrequenz technisch maßgeblich sind. So müssen gemäß der Leitungstheorie auch schon 50-Hz-Hochspannungsleitungen ab etwa 1000 km Länge als Hochfrequenz-Systeme behandelt werden, denn sie sind bei dieser Länge bereits λ/4-lange Leitungen (siehe Ferranti-Effekt).

## Einteilung in der Funktechnik
Diese grobe Einteilung der Frequenzbereiche ist nicht zu verwechseln mit der folgenden feineren, die auch in Deutschland in der (Amateur-)Funktechnik verwendet wird. Sie teilt die Hochfrequenz (HF) im hier behandelten Sinne u. a. ein in:
- die Langwelle als LF (low frequency)
- die Mittelwelle als MF (medium frequency)
- die Kurzwelle als HF (high frequency)
- die Ultrakurzwelle als VHF (very high frequency).

## Übertragung
Hochfrequenzspannung oder -leistung bis zum MHz-Bereich wird mit Koaxialkabeln übertragen, oberhalb etwa 1 GHz, je nach Anwendungsfall, zunehmend mit Hohlleitern.